# Itsasmuseum Bilbao
El Itsasmuseum Bilbao (del euskera Itsas, mar, y del inglés museum, museo), anteriormente Museo Marítimo Ría de Bilbao, es un museo ubicado en la villa de Bilbao, en la provincia de Vizcaya, España. Está situado en el barrio de Indauchu, en el terreno donde previamente se localizaban los Astilleros Euskalduna. Junto a él se encuentra el puente Euskalduna y el Palacio Euskalduna.
Sus exposiciones pretenden difundir el patrimonio marítimo vinculado a la ría de Bilbao y su entorno. Fue inaugurado el 20 de noviembre de 2003. Al momento de su quinto aniversario, fue visitado por 323 000 personas, recibió 28 embarcaciones y acogió 21 exposiciones temporales.
El museo cuenta con una superficie de 27 000m², repartidos entre su interior y una explanada exterior donde todavía se conservan los diques del antiguo astillero, además de una grúa restaurada y apodada «la Carola».

## Exposición

### La grúa Carola

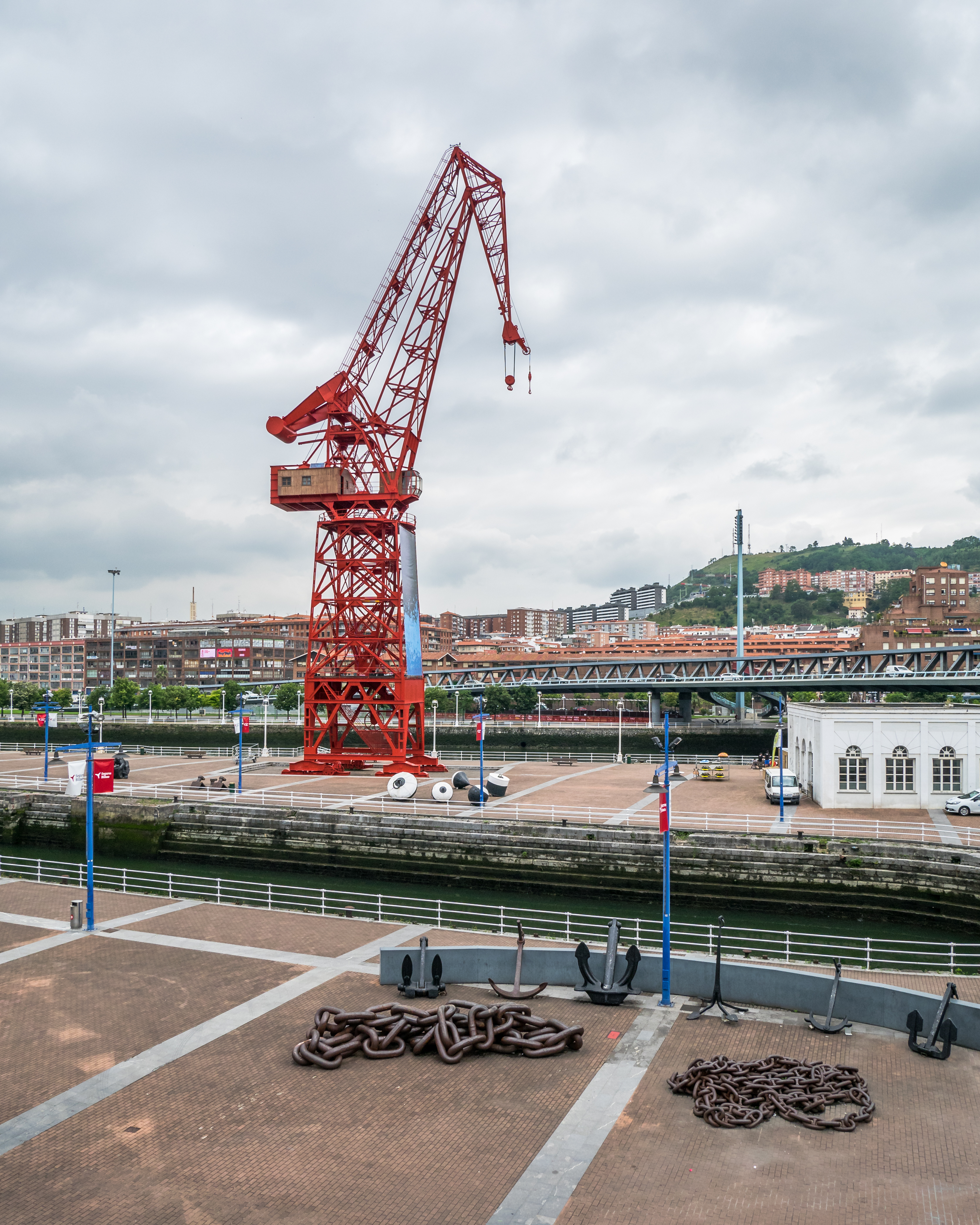
La grúa Carola

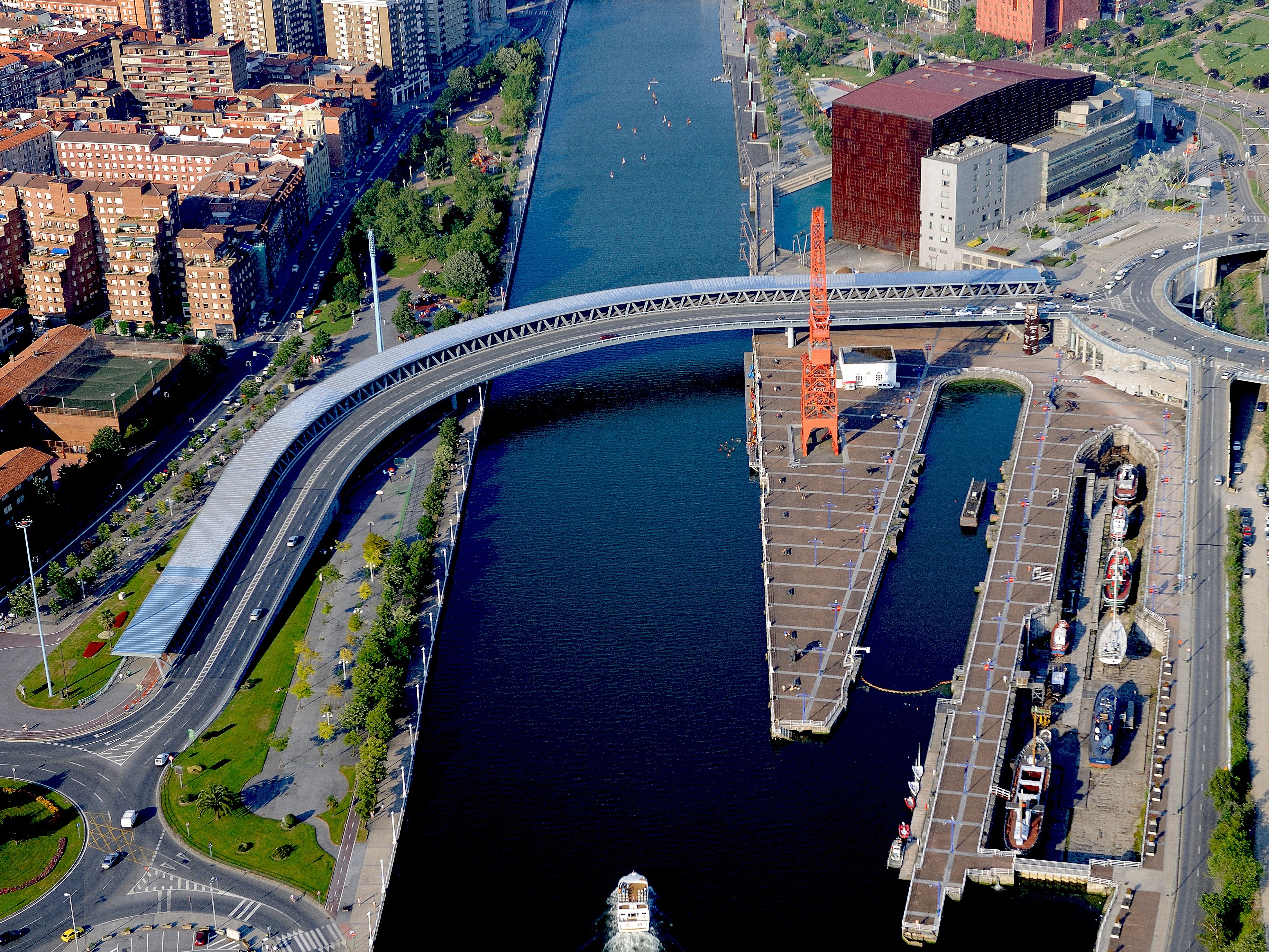
Vista aérea del museo y alrededores

Ubicada en las gradas del antiguo astillero Euskalduna, instalaciones que forman parte del museo y donde se exponen, de forma libre, barcos y elementos navales. La grúa Carola es el reclamo simbólico del museo.
La Carola es una grúa cigüeña que fue construida entre los años 1954 y 1957 por la empresa Talleres de Erandio convirtiéndose en la máquina elevadora más potente de toda España. Tenía capacidad para levantar 60 toneladas de peso y era utilizada para la construcción de grandes barcos. Funcionó hasta el año 1984 en que se cerraron los astilleros. La grúa quedó en desuso y fue objeto de algunos actos vandálicos hasta que la adquirió el Ayuntamiento bilbaíno que la donó, junto al resto de las instalaciones de los astilleros (diques secos y caseta de bombas) a la Diputación Foral de Vizcaya para que formara parte del museo.
La construcción se hizo a base de perfiles roblonados, uniendo las chapas que forman la estructura mediante tornillos calentados a 900 grados que eran incrustados con un mazo en su correspondiente lugar. La cabina de mandos está situada a 35 metros sobre el suelo y el cuadrilátero a 60 metros. Se movía sobre vías para poder desplazarse por el muelle. El motor principal, de 65 caballos de vapor de potencia, fue realizado por la empresa bilbaína Elorriaga Industria Eléctrica de Zorrozaurre.
La Carola debe su nombre a Gerónima Carlota Iglesias Hidalgo, más conocida como “Carol Iglesias”, una mujer que vivía en la margen derecha de la ría y trabajaba en la margen izquierda.

## Polémica sobre la conservación de algunas piezas

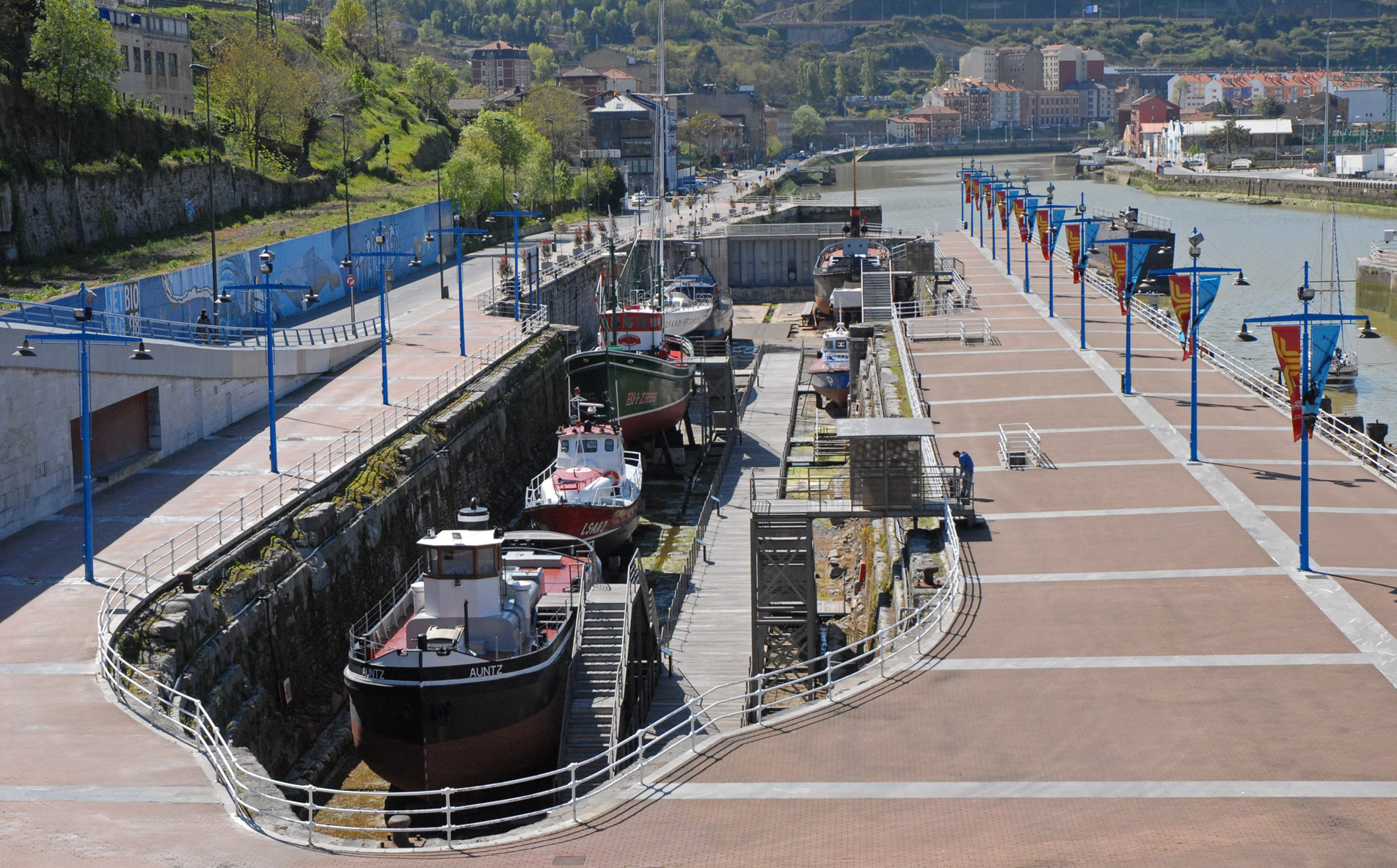
Exposición exterior

Uno de los buques expuestos es el barco de pesca ondarrés Nuevo Antxustegi, una bonitera de madera construida en 1958 en el astillero de ribera Arriola de Ondárroa y que es una embarcación típica de la pesca de bajura practicada a mediados del siglo XX en el Cantábrico. A petición del propio museo, los propietarios de la embarcación donaron la misma en 1998, después de una restauración minuciosa que devolvió al barco los elementos y características iniciales. Esta restauración fue financiada por la Diputación Foral de Vizcaya. La embarcación fue ubicada en uno de los diques de la explanada exterior del museo a la intemperie.
La escasa atención prestada por la dirección del museo a esta pieza en cuanto al mantenimiento necesario para su conservación ha llevado al deterioro integral de la misma y a la denuncia de su estado por parte de los antiguos propietarios y a realizar diferentes campañas para lograr su reparación, o en caso de no poderla llevar a cabo, un final digno para la embarcación.

## Centro de ocio

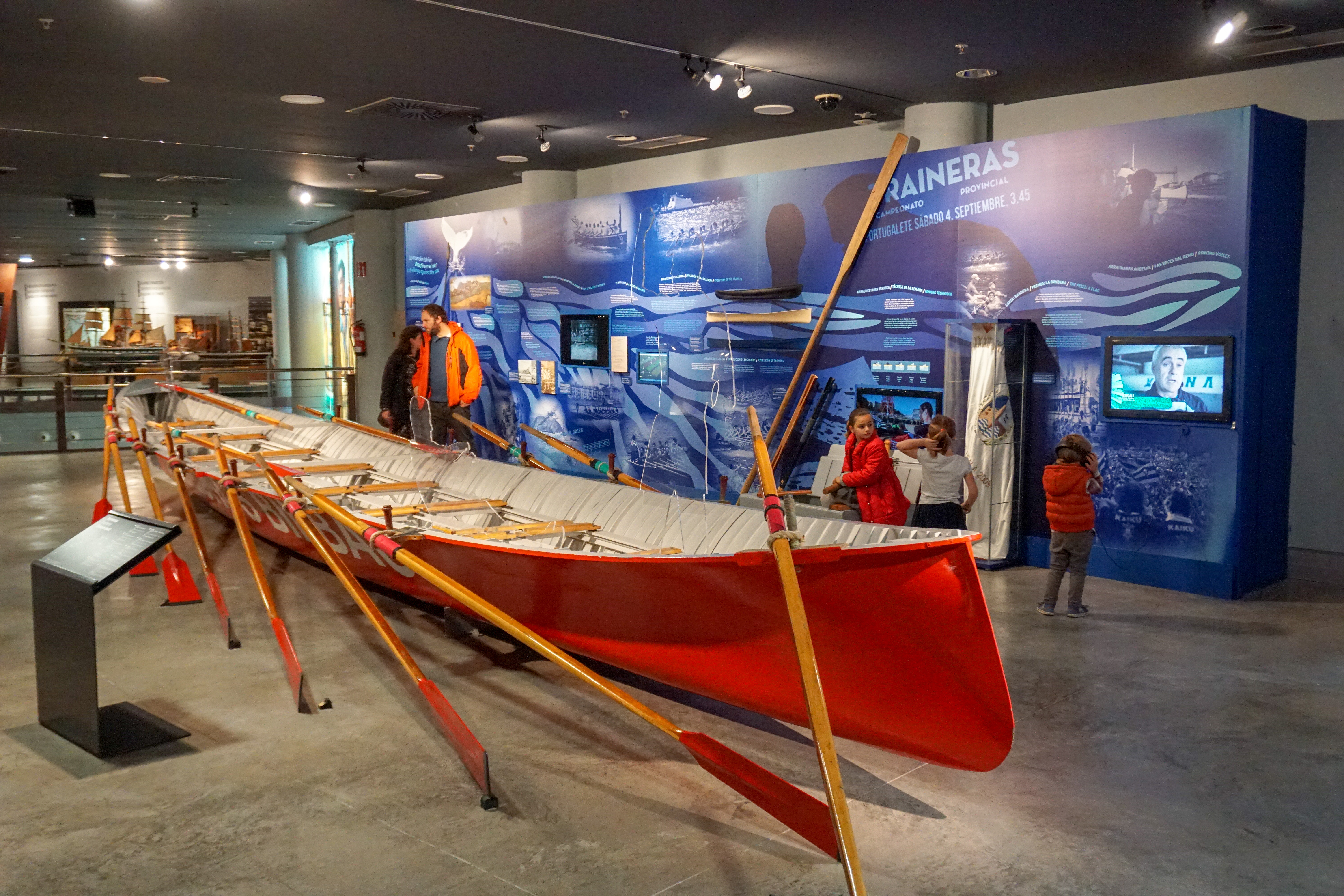
Sección dedicada a las traineras en el interior del museo

El 15 de octubre de 2017 se dio a conocer que un inversor ruso interesado en abrir un centro de ocio en el dique húmedo del Museo Marítimo de Bilbao consiguió salvar el gran escollo para que su iniciativa prosperase. El Ministerio de Medio Ambiente, a través de la Demarcación de Costas, dio previamente su visto bueno a la construcción de un proyecto que previó habilitar una piscina de olas y un túnel de viento en el citado muelle, así como para otros usos complementarios (restaurante, cafetería u hotel).
Las obras se iniciaron el 13 de diciembre de 2017, sin embargo, el 17 de enero de 2018 se dio a conocer que la Diputación de Bizkaia no veía claro el proyecto debido entre otras cosas a que el promotor no había facilitado apenas documentación a la entidad ni presentado el proyecto de ejecución.

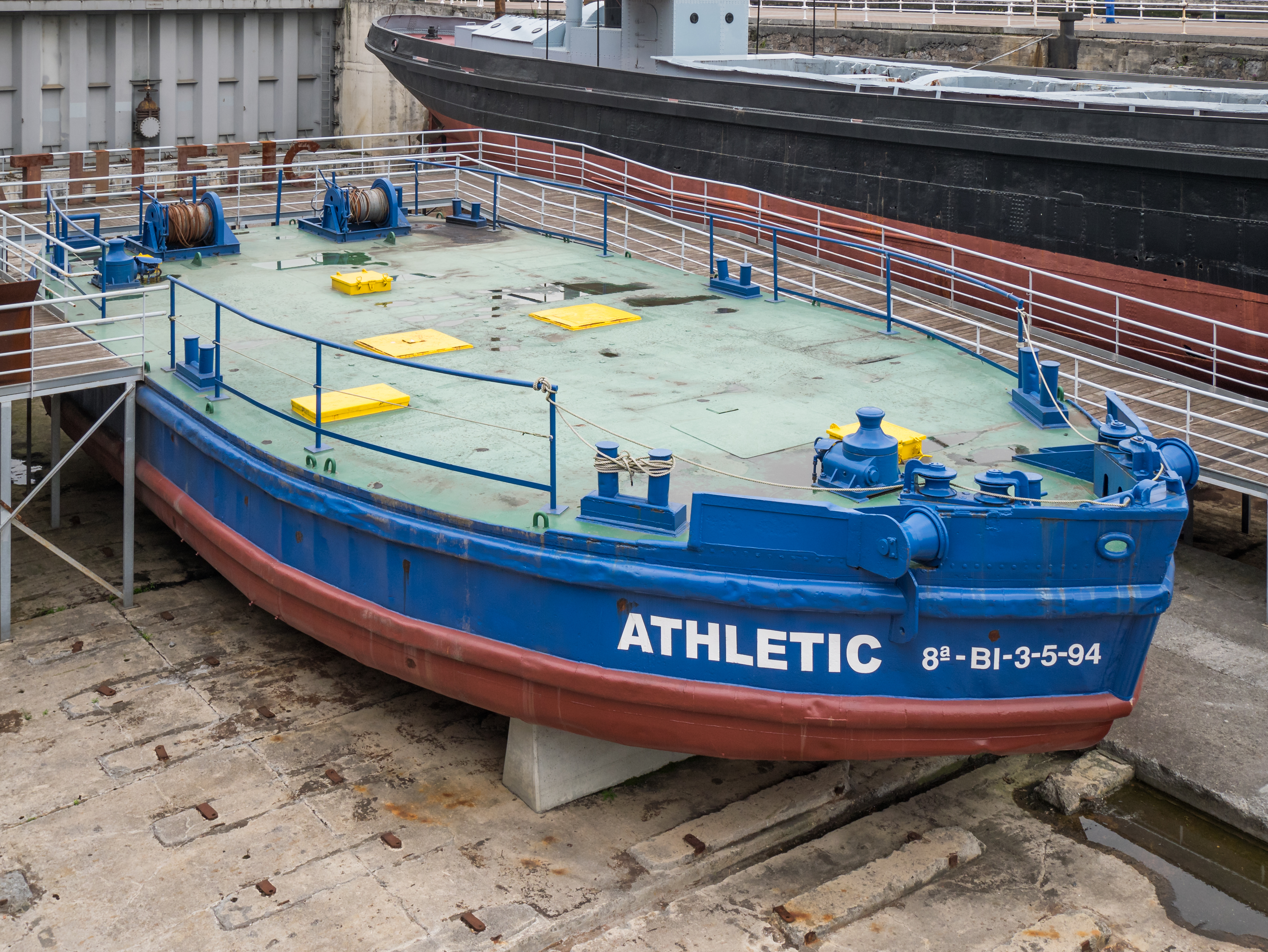
Gabarra del Athletic

El 9 de abril de 2019 se informó que los promotores de este centro de ocio habían solicitado al Ayuntamiento de Bilbao que modificase el Plan Especial de Abandoibarra después de haber recibido el visto bueno de Demarcación de Costas, dependiente del Ministerio para la Transición Ecológica.
El 26 de septiembre de 2019 se comunicó que a instancias de la Asociación Vasca de Patrimonio Industrial y Obra Pública (AVPIOP) Bilbao paralizaba la construcción del edificio “flotante” en el dique seco de Euskalduna.
El 7 de abril de 2022 se dio a conocer que una jueza enterraba el proyecto ruso para abrir un túnel del viento en Bilbao, sentenciando que el Ayuntamiento actuó de forma correcta al negar los permisos y urgiendo a proteger el dique del Museo Marítimo.